# Cyrtopodium dusenii
Cyrtopodium dusenii é uma orquídea do gênero Cyrtopodium, de hábito terrestre.